# Jocs Mundials de Patinatge de 2019
Els Jocs Mundials de Patinatge de 2019 fou la segona edició d'aquesta competició esportiva internacional multidisciplinar del món del patinatge sobre rodes. L'esdeveniment es disputà entre el 29 de juny i el 14 de juliol de 2019 a la ciutat de Barcelona (Catalunya) i en aquella ocasió hi hagué un total de 181 competicions.
La competició reuní els principals campionats del món de les disciplines del patinatge sobre rodes (patins en línia, patins o monopatins), per la qual cosa l'Estat amfitrió no tingué garantida la seva participació en totes les disciplines. En ells participaren 4.120 atletes d'un total de 81 federacions estatals, distribuïts en onze disciplines.

## Esports
- Hoquei sobre patins en línia
- Hoquei sobre patins
- Patinatge de velocitat (pista i ruta)
- Patinatge alpí
- Patinatge artístic sobre rodes
- Patinatge agressiu (patinatge free style o radical)
- Roller derby
- Monopatí
- Patinatge eslàlom
- Skateboarding
- Descens en patinatge

## Competicions

### Cronograma
| Cerimònia d'obertura | Dies de competició | Lliurament de premis | Cerimònia de clausura |

| Juny-juliol                  | 29 | 30 | 1 | 2 | 3 | 4 | 5 | 6 | 7 | 8 | 9 | 10 | 11 | 12 | 13 | 14 |
| ---------------------------- | -- | -- | - | - | - | - | - | - | - | - | - | -- | -- | -- | -- | -- |
| Cerimònies                   |    |    |   |   |   |   |   |   |   |   |   |    |    |    |    |    |
| Hoquei sobre patins en línia |    |    |   |   |   |   |   |   |   |   |   |    |    |    |    |    |
| Hoquei sobre patins          |    |    |   |   |   |   |   |   |   |   |   |    |    |    |    |    |
| Patinatge de velocitat       |    |    |   |   |   |   |   |   |   |   |   |    |    |    |    |    |
| Patinatge alpí               |    |    |   |   |   |   |   |   |   |   |   |    |    |    |    |    |
| Patinatge artístic           |    |    |   |   |   |   |   |   |   |   |   |    |    |    |    |    |
| Patinatge free style         |    |    |   |   |   |   |   |   |   |   |   |    |    |    |    |    |
| Roller derby                 |    |    |   |   |   |   |   |   |   |   |   |    |    |    |    |    |
| Patinatge eslàlom            |    |    |   |   |   |   |   |   |   |   |   |    |    |    |    |    |
| Skateboarding                |    |    |   |   |   |   |   |   |   |   |   |    |    |    |    |    |
| Descens                      |    |    |   |   |   |   |   |   |   |   |   |    |    |    |    |    |
| Juny-juliol                  | 29 | 30 | 1 | 2 | 3 | 4 | 5 | 6 | 7 | 8 | 9 | 10 | 11 | 12 | 13 | 14 |

## Medaller
La distribució de medalles segons Comitè Olímpic Nacional, d'acord amb els resultats de les competicions, fou:
| Pos.           | CON                    | Or  | Plata | Bronze | Total |
| 1              | Itàlia                 | 21  | 18    | 24     | 63    |
| 2              | Colòmbia               | 21  | 16    | 6      | 43    |
| 3              | Alemanya               | 11  | 9     | 17     | 37    |
| 4              | Estats Units d'Amèrica | 11  | 5     | 0      | 16    |
| 5              | Espanya                | 10  | 12    | 11     | 33    |
| 6              | RP Xina                | 7   | 4     | 2      | 13    |
| 7              | Bèlgica                | 6   | 2     | 4      | 12    |
| 8              | Xina Taipei            | 5   | 8     | 9      | 22    |
| 9              | Rússia                 | 5   | 4     | 4      | 13    |
| 10             | França                 | 4   | 8     | 8      | 20    |
| 11 - 25        | Resta de CON           | 16  | 31    | 32     | 79    |
| Total (25 CON) | Total (25 CON)         | 117 | 117   | 117    | 351   |